# Lógica clásica
Una lógica clásica o lógica estándar es un sistema formal que respeta los siguientes principios:
- Principio del tercero excluido
- Principio de no contradicción
- Principio de explosión
- Monotonicidad de la implicación

Los ejemplos más comunes de lógicas clásicas son la lógica proposicional, la lógica de primer orden y la lógica de segundo orden.
Las lógicas clásicas son los sistemas formales más estudiados y utilizados de todos.

## Principios

### Principio del tercero excluido
El principio del tercero excluido, propuesto y formalizado por Aristóteles, también llamado principio del cuarto excluido o excluso o en latín principium tertii exclusi o bien tertium non datur (“una tercera cosa no se da”), es un principio de lógica clásica según el cual si existe una proposición que afirma algo, y otra que lo contradice, una de las dos debe ser verdadera, y una tercera opción no es posible. Por ejemplo, es verdad que "es de día o no es de día", y que "Algo es blanco 
o no es blanco". El principio del tercero excluido frecuentemente se confunde con el principio de bivalencia, según el cual toda proposición o bien es verdadera o bien es falsa. El principio del tercero excluido es, junto con el principio de no contradicción y el principio de identidad, una de las leyes clásicas del pensamiento occidental.
En la lógica proposicional, el principio del tercero excluido se expresa:
{\displaystyle (A\lor \neg A)}
donde A no es una fórmula del lenguaje, sino una metavariable que representa a cualquier fórmula del lenguaje.
En la lógica aristotélica, se distingue entre juicios contradictorios y juicios contrarios. Dados dos juicios contradictorios, no puede darse un juicio intermedio, pero sí en cambio entre dos juicios contrarios. Por ejemplo, si se afirma "Juan es bueno" y "esta proposición es verdadera", entonces los juicios contradictorios son "Juan no es bueno" y "esta proposición no es verdadera", y no hay posibilidad de un juicio intermedio. Pero en cambio, los juicios contrarios son Juan es malo y esta proposición es falsa, y entonces sí cabe la posibilidad de otros juicios intermedios, como "Juan es más o menos bueno" y "esta proposición es probablemente falsa".
Según Stuart Mill, la frase "abracadabra es una segunda intención" no es ni verdadera ni falsa, sino que carece de sentido.
La negación del principio del tercero excluido de un sistema lógico da lugar a las llamadas lógicas polivalentes.

tampoco puede darse un término intermedio entre los contradictorios, sino que necesariamente se ha de afirmar o negar uno de ellos, sea el que sea, de una misma cosa.
Aristóteles, Metafísica, 1011b23-24

### Principio de no contradicción
El principio de no contradicción (PNC), o a veces llamado principio de contradicción, ley de la contradicción o ley de no contradicción, es un principio clásico de la lógica y la filosofía, según el cual una proposición {\displaystyle (A)} y su negación {\displaystyle (\neg A)} no pueden ser ambas verdaderas al mismo tiempo y en el mismo sentido. El principio también tiene una versión ontológica: nada puede ser y no ser al mismo tiempo y en el mismo sentido; y una versión doxástica: nadie puede creer al mismo tiempo y en el mismo sentido una proposición y su negación. El principio de no contradicción es, junto con el principio de identidad y el principio del tercero excluido, una de las leyes clásicas del pensamiento lógico. Aristóteles, quien fue uno de los primeros en formularlo, lo consideró como el "primer principio", pues de él surgen los demás.
El principio de no contradicción puede expresarse en el lenguaje de la lógica proposicional. Si A es una metavariable que representa una fórmula cualquiera, entonces el principio de no contradicción se expresa como tautología:
{\displaystyle \neg (A\land \neg A)}  es verdadera.

### Principio de explosión
El principio de explosión es un principio de la lógica clásica y de algunos otros sistemas lógicos (por ejemplo, la lógica intuicionista) según el cual de una proposición contradictoria se puede deducir cualquier otra proposición. Al principio de explosión también se le conoce por medio de las locuciones latinas ex falso quodlibet y ex contradictione (sequitur) quodlibet, que significan «de lo falso (se sigue) cualquier cosa» y «de una contradicción (se sigue) cualquier cosa», respectivamente. Con base en el principio de explosión, todo es demostrable cuando se tiene una contradicción; esto se conoce como explosión deductiva.

## Ejemplos de lógicas clásicas

### Lógica proposicional
La lógica proposicional, también llamada lógica de enunciados, lógica de orden cero o cálculo proposicional, es un sistema formal cuyos elementos más simples representan proposiciones o enunciados, y cuyas constantes lógicas, llamadas conectivas lógicas, representan operaciones sobre proposiciones, capaces de formar otras proposiciones de mayor complejidad.
Las lógicas proposicionales carecen de cuantificadores o variables de individuo, pero tienen variables proposicionales (es decir, que se pueden interpretar como proposiciones con un valor de verdad definido), de ahí el nombre proposicional. Los sistemas de lógica proposicional incluyen además conectivas lógicas, por lo que dentro de este tipo de lógica se puede analizar la inferencia lógica de proposiciones a partir de proposiciones, pero sin tener en cuenta la estructura interna de las proposiciones más simples.

### Lógica de primer orden
Una lógica de primer orden, también llamada lógica predicativa, lógica de predicados o cálculo de predicados, es un sistema formal diseñado para estudiar la inferencia en los lenguajes de primer orden. Los lenguajes de primer orden son, a su vez, lenguajes formales con cuantificadores que alcanzan solo a variables de individuo, y con predicados y funciones cuyos argumentos son solo constantes o variables de individuo.

## Semántica generalizada
Con la llegada de la lógica algebraica se hizo evidente que la lógica proposicional clásica admite otras semánticas lingüísticas. En los valores semánticos de Boole (para la lógica proposicional clásica), los valores de verdad son los elementos de una álgebra arbitraria; "cierto" corresponde al elemento máximo del álgebra, y "falso" corresponde al elemento mínimo. Los elementos intermedios del álgebra corresponden a la verdad valora otro que "cierto" y "falso". La lógica binaria es válida sólo cuando el álgebra de Boole se toma como el álgebra de dos elementos, que no posee elementos intermedios.

## Lógicas no clásicas
Una lógica no clásica o lógica alternativa es un sistema formal que difiere de manera significativa de las lógicas clásicas. Hay varias formas de hacerlo, incluyendo a modo de extensiones, desviaciones, y variaciones, por ejemplo, rechazando uno o varios de los principios de la lógica clásica. El objetivo de estas desviaciones es para hacer posible construir distintos modelos de consecuencia lógica y verdad lógica.
La lógica filosófica, especialmente en la ciencia computacional teórica, se usa para abarcar y centrarse en las lógicas no clásicas, a pesar de que el término tiene otros significados también.
Algunos ejemplos de lógicas no clásicas son:
- Lógica difusa: Es una lógica plurivalente que rechaza el principio del tercero excluido y propone un número infinito de valores de verdad.
- Lógica relevante: Es una lógica paraconsistente que evita el principio de explosión al exigir que para que un argumento sea válido, las premisas y la conclusión deben compartir al menos una variable proposicional.
- Lógica cuántica: Desarrollada para lidiar con razonamientos en el campo de la mecánica cuántica; su característica más notable es el rechazo de la propiedad distributiva.
- Lógica no monotónica: Una lógica no monotónica es una lógica donde, al agregar una fórmula a una teoría cualquiera, es posible que el conjunto de consecuencias de esa teoría se reduzca.
- Lógica intuicionista: Enfatiza las pruebas, en vez de la verdad, a lo largo de las transformaciones de las proposiciones.

## Lectura recomendada
- Graham Sacerdote, Una Introducción a Lógica No Clásica: De Si a Es, 2.ª Edición, TAZA, 2008, ISBN 978-0-521-67026-5
- Warren Goldfard, "Deductive Lógica", 1.ª edición, 2003, ISBN 0-87220-660-2

- Datos: Q236975
- Multimedia: Classical logic / Q236975